# Потник
Потникът е долна дреха без ръкави. Носи се както от мъже, така и от жени, но стиловете са различни. При жените е както връхна дреха, така и бельо, докато при мъжете е предимно долна дреха. Предпочитаният цвят е бял. При жените може да има дантели. Потниците се носят често от атлети, примерно в леката атлетика. Предпочитани са в горещо време, при високи температури. Понеже се носят директно върху кожата, най-добре е да са изработени от естествени материи, най-често памук и лен, трикотаж. Презрамките може да са тесни, широки или да липсват изобщо. Човекът на снимката го носи като дреха.